# Another World (album d'Astral Projection)
Pour les articles homonymes, voir Another World.
 (octobre 2012).
Si vous disposez d'ouvrages ou d'articles de référence ou si vous connaissez des sites web de qualité traitant du thème abordé ici, merci de compléter l'article en donnant les références utiles à sa vérifiabilité et en les liant à la section « Notes et références ».
Albums de Astral Projection
Dancing Galaxy
(1997) In the Mix
(1999)
Another World est un album d'Astral Projection sorti en 1999.

## Listes des pistes
| No | Titre                                  | Durée |
| -- | -------------------------------------- | ----- |
| 1. | Nilaya                                 | 9:25  |
| 2. | Another World                          | 6:54  |
| 3. | Visions Of Nasca                       | 8:57  |
| 4. | Searching For UFO's                    | 10:26 |
| 5. | Tryptomine Dream                       | 9:51  |
| 6. | Trance Dance (Astral Projection Remix) | 9:33  |
| 7. | Mahadeva '99                           | 8:21  |
| 8. | Aqua Line Spirit                       | 8:35  |
| 9. | Still On Mars                          | 7:31  |